# Einherjar

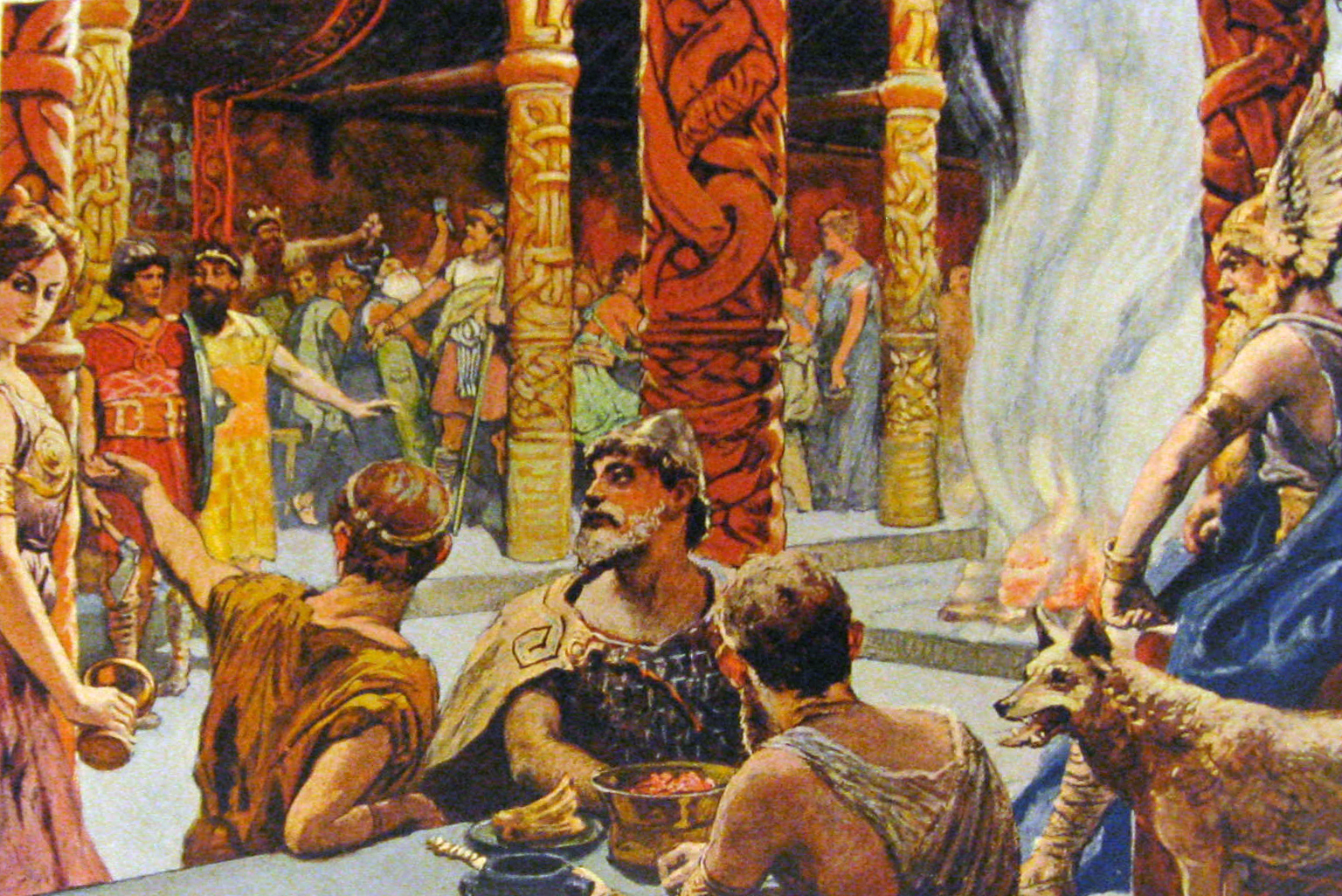
A valkűrök szolgálják az einherjarokat Valhallában

A skandináv mitológiában az einherjarok (avagy einheriarok) a csatamezőn hősként elhunyt harcosok szellemei, akik együtt fognak harcolni az ázokkal a Ragnarök idején, mikor Odin csatába hívja őket Hél seregei és az óriások ellen. Az einherjar óészaki nyelven magányos harcosokat jelent (egyes száma valószínűleg einheri, eredete az ógermán aina-harj-arja-). Gyakran fordítják kiváló harcosoknak, de jelentheti „azokat, kik [most] mind egy hadsereg”, mivel életük során a földön sokféle csapathoz, hadsereghez tartoztak, de most mind a Holtak Seregének tagjai.
A legendák szerint a csatamezőn elhunytak felét a valkűrök a Valhallába viszik, belőlük lesznek az einherjarok, a többi halott pedig a Folkvangban, Freyja otthonában található Sessrúmnir nevű csarnokba kerülnek. Az Eddában, a Grímnir-ének leírása szerint a Valhallának 540 ajtaja van, és mindegyiken nyolcszázan férnek át egymás mellett, érzékeltetve ezzel a méreteket és az einherjarok számát.
Minden reggel Gullinkambi, (Aranytaraj) a kakas ébresztette őket, majd kivonultak az Idavollra, az Asgard szívében elterülő hatalmas mezőre, hogy vidáman harcoljanak egymással (halandóként). Szürkületkor, mikorra néhány kivétellel mind szétkaszabolva feküdtek, csodálatos módon felgyógyultak, és visszatértek a Valhallába. Ott Andhrimnir, az istenek szakácsa készítette nekik az ételt Saehrimnir, a vadkan húsából, mely mindennap újjászületett; és a Heiðrúntól – a kecske, amelyik az Yggdrasil lombját legeli – fejt mézsörből. Az einherjarok az egész estét ünnepléssel töltötték, bájos valkűrök szolgálták ki őket, míg lerészegedve el nem aludtak. Ennek ellenére soha nem gyötörte őket másnaposság, vagy egyéb baj a naponkénti részegség miatt.
A hagyományos északi név, az Einar az Einherji szóból származik, és jelenleg is nagyon elterjedt Skandináviában és Izlandon.

## Fordítás
- Ez a szócikk részben vagy egészben az Einherjar című angol Wikipédia-szócikk fordításán alapul.  Az eredeti cikk szerkesztőit annak laptörténete sorolja fel. Ez a jelzés csupán a megfogalmazás eredetét és a szerzői jogokat jelzi, nem szolgál a cikkben szereplő információk forrásmegjelöléseként.